# 이바라키현 제3구
이바라키현 제3구(일본어: 茨城県第3区)는 일본의 중의원 선거구이다. 1994년 일본 공직선거법이 개정되면서 신설되었다.

## 지역
- 류가사키시
- 도리데시
- 우시쿠시
- 모리야시
- 이나시키시
- 이나시키군
- 기타소마군

## 역대 국회의원
- 나카야마 도시오 (소속 정당: 자유민주당, 임기: 1996년 ~ 2000년)
- 하나시 노부유키 (소속 정당: 자유민주당, 임기: 2000년 ~ 2003년)
- 하나시 야스히로 (소속 정당: 자유민주당, 임기: 2003년 ~ 2009년)
- 고이즈미 도시아키 (소속 정당: 민주당, 임기: 2009년 ~ 2012년)
- 하나시 야스히로 (소속 정당: 자유민주당, 임기: 2012년 ~ 현재)